# Scopula mishmica
Scopula mishmica är en fjärilsart som beskrevs av Louis Beethoven Prout 1938. Scopula mishmica ingår i släktet Scopula och familjen mätare. Inga underarter finns listade.